# Maurice Darney
Pour les articles homonymes, voir Darney (homonymie).
Maurice Darney, né le 20 janvier 1882 dans le 20e arrondissement de Paris et mort le 14 août 1958 à Montreuil-aux-Lions,, est un astronome et sélénographe français.

## Travaux
Maurice Darney est un astronome et spécialiste en sélénographie de la Lune. Il a longtemps travaillé à l'observatoire de Paris ainsi qu'à l'observatoire de Meudon. Il a notamment étudié la topographie des Montes Caucasus dont il a publié ses travaux de recherches dans la revue L'Astronomie de 1922. il a également étudié la Mer des Pluies dans la revue spécialisée "Ciel et Terre" de la Société belge d'astronomie en 1935. Il a également analysé la forme topographique des nombreux craterlets lunaires. Maurice Darney a également étudié l'activité solaire et les fameuses taches solaires.
Maurice Darney collabora avec les astronomes Gabriel Delmotte, Félix Chemla Lamèch et Arthur Pierot. 
La même année, en 1935, l'Union astronomique internationale a attribué le nom de Darney à un cratère lunaire.
Maurice Darney a publié un ouvrage d'astronomie "Séléno" dont un exemplaire est conservé par la Sociéié d'astronomie de France.
Il reçoit en 1928 le prix des Dames décerné par cette Société.